# 줄리아크릭두나트
줄리아크릭두나트(Sminthopsis douglasi)는 주머니고양이목 주머니고양이과에 속하는 유대류의 일종이다. 상체는 황갈색빛 갈색을 띠며 하체는 희다. 몸길이는 100~135mm, 꼬리 길이는 60~105mm로 전체 길이는 160~240mm 정도이다. 몸무게는 40g과 70g 사이이다. 뒷발 길이는 22~24mm이다. 눈 위와 아래 그리고 코 끝이 검은 갈색의 삼각형 형태를 이루며, 두개골 상단에 또다른 검은 줄무니가 있다. 건강한 두나트의 꼬리는 영양분 저장소 역할을 하며 당근 모양으로 살이 찐다.

## 분포 및 서식지
퀸즐랜드 주 줄리아 크릭과 리치먼드 사이의 미첼 초원 아래 강기슭의 8000km2에서 발견되며, 웨스턴오스트레일리아 주 미첼 평원에서도 서식하는 것으로 추정하고 있다. 초원에서 가시가 있는 아카시아는 몸에 상처를 내서 이 종의 서식을 위협한다. 경작지 개간과 도입종의 증가도 주머니고양이과 동물의 서식지를 위협하고 있다.

## 습성 및 번식
건기에는 땅이 갈라진 틈 속에 은신처를 만들고, 우기에는 식물 속에 만든다. 이 야행성 동물은 물을 거의 마시지 않으며 필요한 수분은 먹이를 통해 얻는다. 임신 기간은 12일이고, 평균 8마리의 새끼를 낳는다. 수컷은 210일, 암컷은 168일 후에 독립한다. 4mm 길이의 새끼는 스키를 통해 호흡할 수 있다.

## 먹이
먹이는 곤충과 작은 척추동물로 이루어져 있다.

## 보전 등급
국제 자연 보전 연맹(IUCN)이 현재 취약근접종(NT, near threatened species)으로 분류하고 있다. 가시가 있는 아카시아 식물 그리고 고양이, 여우와 같은 도입종 포식자들때문에 위협을 받고 있다.